# Khoa và chuyên khoa sâu (y học)
Một chuyên khoa hay khoa trong y học là một ngành trong khoa học y học. Một chuyên khoa sâu trong y học là một ngành hẹp nằm trong một chuyên khoa. Tùy theo mức độ phát triển hay mức độ quan trọng mỗi quốc gia, mà một chuyên khoa sâu (ngành hẹp) ở nước này có thể coi là một chuyên khoa (ngành) ở nước khác. Ở nước ngoài, sau khi hoàn tất chương trình đa khoa tại trường y, các bác sĩ hay bác sĩ phẫu thuật thường nâng cao trình độ học vấn y khoa trong một khoa hay chuyên khoa qua việc hoàn thành thêm chương trình bác sĩ nội trú để trở thành bác sĩ chuyên khoa. Tại Việt Nam, chương trình bác sĩ nội trú còn nhiều hạn chế, thay vào đó, sau một thời gian làm việc trong chuyên ngành nhất định, bác sĩ có thể hoàn thành chương trình chuyên khoa 1, chuyên khoa 2 để trở thành bác sĩ chuyên khoa 1 hay bác sĩ chuyên khoa 2.

## Phân định chuyên khoa và chuyên khoa sâu
Các chuyên khoa và chuyên khoa sâu có thể phân định dựa theo 4 trục:
- Ngoại khoa hay nội khoa
- Độ tuổi của bệnh nhân
- Chẩn đoán hay trị liệu
- Dựa trên cơ quan hay dựa trên kĩ thuật (Organ-based or technique-based)

Từ xưa đến nay, trục phân chia quan trọng nhất luôn là cách chia giữa nội khoa và ngoại khoa. Ở ngoại khoa, các khâu quan trọng của chẩn đoán và điều trị đạt được qua các kĩ thuật đại phẫu. Ở nội khoa, ngược lại, các chẩn đoán và điều trị chính không bao giờ là phương pháp đại phẫu. Ở một số nước, gây mê được coi là một ngành ngoại khoa vì nó rất quan trọng trong các quy trình phẫu thuật, mặc dù chuyên viên gây mê hồi sức không thực hiện bất kì thủ thuật đại phẫu nào.
Đa số chuyên khoa và chuyên khoa sâu là dựa trên cơ quan do nhiều bệnh và triệu chứng bắt nguồn từ một cơ quan nhất định. Một số ít còn lại dựa vào một nhóm các kĩ thuật, ví dụ: dựa trên vô tuyến học (lúc đầu chỉ gồm X quang).

## Các chuyên khoa và chuyên khoa sâu thông thường trên thế giới
| Chuyên khoa                                                | Có thể là chuyên khoa sâu của    | Độ tuổi bệnh nhân | Chuyên về Chẩn đoán (D) hay trị liệu (T) | Ngoại khoa (S) hay nội khoa (I) | Dựa trên cơ quan (O) hay dựa trên kỹ thuật (T) |
| ---------------------------------------------------------- | -------------------------------- | ----------------- | ---------------------------------------- | ------------------------------- | ---------------------------------------------- |
| Hồi sức tích cực                                           | Gây mê Cấp cứu Nội khoa          | Mọi lứa tuổi      | T                                        | Cả hai                          | Cả hai                                         |
| Bệnh lý học                                                | -                                | Mọi lứa tuổi      | D                                        | Không thuộc cả hai              | T                                              |
| Y học không gian                                           | Y học gia đình                   | Mọi lứa tuổi      | Cả hai                                   | Không thuộc cả hai              | Không thuộc cả hai                             |
| Bệnh truyền nhiễm                                          | Nội khoa                         | Tùy nước          | T & D                                    | I                               | Không thuộc cả hai                             |
| Chấn thương chỉnh hình                                     | Ngoại tổng quát                  | Mọi lứa tuổi      | T                                        | S                               | O                                              |
| Gây mê                                                     | Y học gia đình                   | Mọi lứa tuổi      | T                                        | Cả hai                          | Cả hai                                         |
| Tâm thần                                                   | Y học gia đình                   | Mọi lứa tuổi      | S                                        | I                               | T                                              |
| Khoa tâm thần và tâm lý trị liệu cho trẻ em và trẻ mới lớn | -                                | Nhi               | T                                        | I                               | O                                              |
| Y học thể thao                                             | Y học gia đình                   | Mọi lứa tuổi      | Cả hai                                   | Không thuộc cả hai              | Đa ngành                                       |
| Sức khỏe cộng đồng                                         | Y học gia đình                   | Mọi lứa tuổi      | Không thuộc cả hai                       | Không thuộc cả hai              | T                                              |
| Lão khoa                                                   | Y học gia đình Nội khoa          | Người cao tuổi    | T                                        | I                               | Đa ngành                                       |
| Dị ứng và miễn dịch học                                    | Nhi khoa hay nội khoa            | Mọi lứa tuổi      | Cả hai                                   | I                               | O                                              |
| Bệnh nghề nghiệp                                           | Y học gia đình Nội khoa          | Người lớn         | T                                        | I                               | Đa ngành                                       |
| Chăm sóc giảm nhẹ                                          | Y học gia đình Nội khoa Nhi khoa | Mọi lứa tuổi      | Cả hai                                   | Không thuộc cả hai              | Không thuộc cả hai                             |
| Ngoại nhi                                                  | Ngoại tổng quát                  | Nhi               | T                                        | S                               | O                                              |
| Ngoại thần kinh                                            | Ngoại khoa                       | Mọi lứa tuổi      | T                                        | S                               | O                                              |
| Phẫu thuật tim mạch - lồng ngực                            | Ngoại tổng quát                  | Người lớn         | T                                        | S                               | O                                              |
| Ngoại tổng quát                                            | -                                | Tùy nước          | T                                        | S                               | T                                              |
| Phẫu thuật đại trực tràng                                  | Ngoại tổng quát                  | Người lớn         | Cả hai                                   | S                               | O                                              |
| Phẫu thuật thẩm mỹ, tạo hình, phục hồi                     | Ngoại tổng quát                  | Mọi lứa tuổi      | T                                        | S                               | O                                              |
| Phẫu thuật ung thư tổng quát                               | Ngoại tổng quát                  | Người lớn         | T                                        | S                               | T                                              |
| Ngoại lồng ngực                                            | Ngoại tổng quát                  | Người lớn         | T                                        | S                               | T                                              |
| Phẫu thuật mạch máu                                        | Ngoại tổng quát                  | Mọi lứa tuổi      | T                                        | S                               | O                                              |
| Nhi Tim mạch                                               | Nhi khoa                         | Nhi               | T                                        | I                               | O                                              |
| Nội khoa                                                   | -                                | Người lớn         | T                                        | I                               | Không thuộc cả hai                             |
| Nội tiết                                                   | Nội khoa                         | Người lớn         | T                                        | I                               | O                                              |
| Nhãn khoa                                                  | -                                | Mọi lứa tuổi      | T                                        | S                               | O                                              |
| Nhi khoa                                                   | -                                | Nhi               | T                                        | I                               | Không thuộc cả hai                             |
| Nhi Dị ứng                                                 | Nhi khoa                         | Nhi               | T                                        | I                               | O                                              |
| Nhi huyết học và nhi ung biếu                              | Nhi khoa                         | Nhi               | T                                        | I                               | O                                              |
| Nhi nội tiết và nhi tiểu đường                             | Nhi khoa                         | Nhi               | T                                        | I                               | O                                              |
| Nhi thận                                                   | Nhi khoa                         | Nhi               | T                                        | I                               | O                                              |
| Nhi tiêu hóa, nhi gan-mật-tụy và nhi dinh dưỡng            | Nhi khoa                         | Nhi               | T                                        | I                               | O                                              |
| Nhi truyền nhiễm                                           | Nhi khoa                         | Nhi               | T                                        | I                               | O                                              |
| Phẫu thuật tạo hình                                        | Ngoại tổng quát                  | Mọi lứa tuổi      | T                                        | S                               | O                                              |
| Phổi                                                       | Nội khoa                         | Người lớn         | T                                        | I                               | O                                              |
| Sản phụ khoa                                               | Sản phụ khoa                     | Mọi lứa tuổi      | T                                        | S                               | O                                              |
| Sơ sinh                                                    | Nhi khoa                         | Trẻ sơ sinh       | T                                        | I                               | Không thuộc cả hai                             |
| Tai mũi họng (y khoa)                                      | -                                | Mọi lứa tuổi      | T                                        | S                               | O                                              |
| Sinh lý học thần kinh lâm sàng                             | Thần kinh học                    | Mọi lứa tuổi      | D                                        | I                               | Cả hai                                         |
| Tiết niệu                                                  | Ngoại tổng quát                  | Mọi lứa tuổi      | T                                        | S                               | O                                              |
| Khoa tiêu hóa                                              | Nội khoa                         | Người lớn         | T                                        | I                               | O                                              |
| Khoa tim mạch                                              | Nội khoa                         | Người lớn         | T                                        | I                               | O                                              |
| Thần kinh học                                              | Nội khoa                         | Người lớn         | T                                        | I                               | O                                              |
| Thận học                                                   | Nội khoa                         | Người lớn         | T                                        | I                               | O                                              |
| Vô tuyến học                                               | -                                | Mọi lứa tuổi      | D & T                                    | I                               | T                                              |
| Vô tuyến học can thiệp                                     | Vô tuyến học                     | Mọi lứa tuổi      | T & D                                    | Cả hai                          | Đa ngành                                       |
| Vô tuyến trị liệu                                          | (Không rõ)                       | Không rõ          | T                                        | Không rõ                        | T                                              |
| Vi sinh học                                                | -                                | Mọi lứa tuổi      | D                                        | I                               | T                                              |
| Hồi sức cấp cứu                                            | Y học gia đình                   | Mọi lứa tuổi      | Cả hai                                   | Cả hai                          | Cả hai                                         |
| Y hạt nhân                                                 | -                                | Mọi lứa tuổi      | D & T                                    | I                               | T                                              |
| Y tế công cộng                                             | -                                | Mọi lứa tuổi      | Không thuộc cả hai                       | Không thuộc cả hai              | T                                              |
| Nhi respiratory medicine                                   | Nhi khoa                         | Nhi               | T                                        | I                               | O                                              |
| Nhi thấp khớp                                              | Nhi khoa                         | Nhi               | T                                        | I                               | O                                              |
| Dermato-Venereology                                        | -                                | Mọi lứa tuổi      | T                                        | I                               | O                                              |
| Neuroradiology                                             | Phóng xạ học                     | Mọi lứa tuổi      | D & T                                    | I                               | Cả hai                                         |
| Phẫu thuật miệng - hàm mặt                                 | Nhiều                            | Mọi lứa tuổi      | T                                        | S                               | O                                              |
| Physical and Rehabilitation Medicine                       | -                                | Người lớn         | T                                        | I                               | Đa ngành                                       |
| Tin học y tế                                               | -                                | Mọi lứa tuổi      | T & D                                    | Không thuộc cả hai              | Đa ngành                                       |
| Y học nghề nghiệp                                          | -                                | Tuổi lao động     | T                                        | I                               | Đa ngành                                       |
| Vascular medicine                                          | Nội khoa                         | Người lớn         | T                                        | I                               | O                                              |